# Ranfol
Ranfol ali štajerska belina je vinska trta, ki daje grozdje za istoimensko lahko belo vino, ki pa se običajno goji za mešanje k drugim sortam. 
Tridelen list trte je srednje velik in debel, na trto pa je nasajen na rdečkastem peclju. Ima velike in ostre zobce, zgornji del lista je temno zelene barve. Grozd ranfola visi na tankem peclju zelenkaste barve, ki delno oleseni. Je srednje velik, vejnat in v spodnjem delu nekoliko zavit. Jagoda je okrogla in belorumena, včasih malce rdečkasta, kožica je tanka in pikčasta. Trta bogato obrodi, zori pa v drugi zoritveni dobi.